# 冨澤浩気
冨澤 浩気（とみさわ ひろき）は、日本の漫画家。広島県出身。

## 来歴
2013年、『チョッケツ』で第69回ちばてつや賞ヤング部門大賞を受賞。
2015年、『週刊ヤングマガジン』で『戦渦のカノジョ』を連載した。
2017年、『となりのヤングジャンプ』で『和牛○○の小池さん』の連載を経て、2018年より『週刊ヤングジャンプ』で『WHO I AM 〜これが自分だ！という輝き〜』を2021年36・37合併号まで連載。
2022年、『週刊少年ジャンプ』で『すごいスマホ』を2022年23号から同年46号まで連載。

## 人物
趣味は散歩・ラーメン屋巡り。

## 作品リスト
- チョッケツ（『週刊ヤングマガジン』2013年52号）
- 戦禍のカノジョ（『週刊ヤングマガジン』全5巻[1]）
- 絶望のぺテン師たち（原作：森田まさのり、『ミラクルジャンプ』2017年1号[4]）
- 和牛○○の小池サン（原作：小池克臣、『となりのヤングジャンプ』全1巻[1]）
- WHO I AM 〜これが自分だ！という輝き〜（『週刊ヤングジャンプ』2018年47号 - 2021年36号・37号、全2巻、シリーズ連載[1]）
- すごいスマホ（作画：肥田野健太郎、『週刊少年ジャンプ』2022年23号[2] - 2022年46号[3]、全3巻）